# Vicente Iborra
Vicente Iborra de la Fuente (* 16. Januar 1988 in Moncada) ist ein spanischer Fußballspieler. Der zentrale Mittelfeldspieler steht bei Olympiakos Piräus unter Vertrag.

## Karriere
Iborra spielte in der Jugendabteilung von UD Levante und kam ab 2007 für dessen zweite Mannschaft in der drittklassigen Segunda División B zum Einsatz. Zur Saison 2007/08 rückte Iborra zu den Profis auf, die zu diesem Zeitpunkt in der Primera División spielten. Nachdem man am Saisonende abgestiegen war, wurde nach zwei Jahren Zweitklassigkeit in der Spielzeit 2009/10 die Rückkehr in die Primera División erreicht. Zur Saison 2013/14 wechselte Iborra zum Ligakonkurrenten FC Sevilla. Mit der Mannschaft gewann er von 2014 bis 2016 dreimal in Folge die Europa League.
Zur Saison 2017/18 wechselte Iborra zu Leicester City in die Premier League. Im Januar 2019 kehrte er nach Spanien zurück und wechselte zum FC Villarreal. In der Spielzeit 2020/21 gewann er mit der Mannschaft zum vierten Mal in seiner Karriere die Europa League.
Nach einer Leihe zu seinem ehemaligen Verein UD Levante wechselte er im Sommer 2023 nach Griechenland zu Olympiakos Piräus.

## Erfolge
UD Levante
- Aufstieg in die Primera División: 2010

FC Sevilla
- Europa-League-Sieger: 2014, 2015, 2016

FC Villarreal
- Europa-League-Sieger: 2021

Olympiakos Piräus
- Conference-League-Sieger: 2024